# 22. април
22. април (22.04) је 112. дан у години по грегоријанском календару (113. у преступној години). До краја године има још 253 дана.

## Догађаји
- 1500 — Португалски морепловац Педро Алварес Кабрал на путу за Индију открио Бразил.
- 1529 — У Сарагоси потписан уговор којим су Шпанија и Португал одредиле границе интересних зона у Тихом океану.
- 1836 — Амерички Конгрес одобрио је ковање два цента, прве америчке кованице која је носила речи "In God We Trust".
- 1838 — Британски брод „Сиријус“ први прешао Атлантски океан користећи искључиво парни погон. Путовање од британске луке Корк до америчке луке Њујорк трајало 19 дана.
- 1913 — Након дугих борби здружене снаге краљевина Црне Горе и Србије освојиле Скадар, чиме су окончане борбе у Првом балканском рату.
- 1913 — Бољшевичке новине Правда први су пут објављене у Санкт Петербургу у Русији.
- 1915 — Немачка војска у Првом светском рату на Западном фронту код Ипра први пут употребила бојни отров, касније назван иперит.
- 1930 — Француска, Италија, Јапан, САД и Уједињено Краљевство су потписале Лондонски поморски споразум којим се регулисало подморничко ратовање и ограничила градња ратних бродова.
- 1934 — У Београду основано Астрономско друштво „Руђер Бошковић“.
- 1944 — На аеродрому Бенина код Бенгазија у Либији у Другом светском рату формирана Прва ваздухопловна ескадрила НОВЈ. Ескадрилу чинило 16 борбених авиона „спитфајер“.
- 1945 — Партизанске јединице су ослободиле Бањалуку.
- 1969 — Британац Робин Нокс Џонстон упловио у луку Фалмут и тиме окончао прво путовање око света једрилицом. Путовање трајало 312 дана.
- 1970 — Први пут прослављен Дан планете Земље.
- 1975 — У Хондурасу војним пучем смењен председник, генерал Освалд Лопез Арелано.
- 1990 — На првим вишестраначким изборима у Хрватској победила Хрватска демократска заједница, а њен лидер Фрањо Туђман изабран за председника Председништва Хрватске. По проглашења независности Хрватске од СФРЈ 25. јуна 1991. Туђман постао председник Хрватске.
- 1992 — У серији експлозија у канализационом систему у мексичком граду Гвадалахара погинуло око 200 људи.
- 1995 — Војне снаге племена Тутси у Руанди напале избеглички камп „Кибехо“, у којем су били смештени припадници племена Хуту, и побиле око 2.000 људи.
- 1996 — Нападима ОВК на југословенске снаге безбедности, тихо отпочео Косовски рат.
- 1997 — Перуанска војска успела да уђе у резиденцију амбасадора Јапана у Лими и да ослободи 71 таоца које су четири месеца држали герилци левичарског покрета „Тупак Амару“. У акцији погинули један талац, три војника и свих 14 герилаца.
- 1999 — У ваздушним ударима НАТО на Југославију погођена резиденција председника Слободана Милошевића, претходно испражњена.
- 2003 — КФОР ухапсио вођу расформиране илегалне Ослободилачке војске Прешева, Бујановца и Медвеђе Шефћета Мусљиуа.

## Рођења
- 1421 — Ретродраг Ситничар, српски витез. (прем. 1459)
- 1707 — Хенри Филдинг, енглески књижевник и драматург. (прем. 1754)
- 1724 — Имануел Кант, немачки филозоф. (прем. 1804)
- 1870 — Владимир Лењин, руски револуционар, политичар, државник, правник, филозоф и публициста. (прем. 1924)[1]
- 1887 — Мир-Јам, српска књижевница, новинарка и драматуршкиња. (прем. 1952)
- 1886 — Изидор Цанкар, словеначки историчар уметности, критичар, књижевник и политичар. (прем. 1958)[2]
- 1899 — Владимир Набоков, руско-амерички књижевник. (прем. 1977)
- 1904 — Роберт Опенхајмер, амерички теоријски физичар. (прем. 1967)
- 1922 — Чарлс Мингус, амерички џез музичар и композитор, најпознатији као контрабасиста и пијаниста. (прем. 1979)
- 1923 — Арон Спелинг, амерички продуцент, сценариста и глумац. (прем. 2006)
- 1937 — Џек Николсон, амерички глумац, редитељ, продуцент и сценариста.
- 1943 — Луиз Глик, америчка песникиња, добитница Нобелове награде за књижевност (2020). (прем. 2023)
- 1947 — Горан Паскаљевић, српски редитељ, сценариста и продуцент. (прем. 2020)
- 1948 — Зоран Модли, српски новинар, радијски водитељ, ди-џеј, пилот и инструктор летења. (прем. 2020)
- 1949 — Миодраг Кривокапић, српски глумац.
- 1949 — Спенсер Хејвуд, амерички кошаркаш.
- 1952 — Мерилин Чејмберс, америчка порнографска и мејнстрим глумица, плесачица и модел. (прем. 2009)
- 1957 — Доналд Туск, пољски политичар, 70. премијер Пољске и 2. председник Европског савета.
- 1960 — Јован Мемедовић, српски телевизијски водитељ и новинар.
- 1967 — Шерил Ли, америчка глумица.
- 1970 — Анте Томић, хрватски књижевник и новинар.
- 1974 — Шаво Одаџијан, јерменско-амерички музичар, најпознатији као басиста групе System of a Down.
- 1975 — Карлос Састре, шпански бициклиста.
- 1982 — Кака, бразилски фудбалер.
- 1984 — Бријен Бенсон, америчка порнографска глумица.
- 1986 — Амбер Херд, америчка глумица и модел.
- 1987 — Давид Луиз, бразилски фудбалер.
- 1989 — Јаспер Силесен, холандски фудбалски голман.
- 1991 — Смоке Мардељано, српски хип-хоп музичар.
- 1991 — Данило Анђушић, српски кошаркаш.
- 1994 — Милена Божић, српска глумица.
- 1996 — Срђан Бабић, српски фудбалер.
- 1999 — Тадија Тадић, српски кошаркаш.

## Смрти
- 296 — Папа Кај, папа од 283. до 296. године
- 455 — Петроније Максим, западноримски цар. (рођ. отприлике 396)
- 536 — Папа Агапит I, папа од 535. до 536. године
- 1616 — Мигуел де Сервантес Сааведра, шпански књижевник. (рођ. 1547).
- 1933 — Хенри Баронет Ројс, један од оснивача Ролс-Ројса (рођ. 1863).
- 1980 — Фриц Штрасман, немачки физичар који је учествовао у открићу нуклеарне фисије. (рођ. 1902)
- 1984 — Ансел Адамс, амерички фотограф. (рођ. 1902)
- 1989 — Емилио Сегре, италијанско-амерички физичар. (рођ. 1902)
- 1994 — Ричард Никсон, 37. председник САД. (рођ. 1913)
- 2001 — Жика Живуловић - Серафим, новинар и књижевник. (рођ. 1925).
- 2002 — Линда Лавлејс, америчка порно звезда. (рођ. 1949)
- 2003 — Фелис Брајант, амерички текстописац и коаутор. (рођ. 1925)
- 2003 — Нина Симоне (Јунис Вејмон), америчка џез - певачица. (рођ. 1933).
- 2014 — Јован Кркобабић, српски политичар. (рођ. 1930).
- 2021 — Теренс Кларк, амерички колеџ кошаркаш. (рођ. 2001)

## Празници и дани сећања
- Међународни празници
  - Дан планете Земље
  - Међународни дан Мајке Земље
- Србија:
  - Дан сећања на жртве холокауста, геноцида и других жртава фашизма у Другом светском рату[3]
- Српска православна црква слави:
  - Светог мученика Евпсихија
  - Преподобног мученика Вадима